# Rho Cygni
Rho Cygni (ρ Cyg / 73 Cygni / HD 205435) es una estrella en la constelación del Cisne de magnitud aparente +4,00.
Aunque no tiene nombre propio habitual, esta estrella, junto a ζ Cygni y otras estrellas cercanas más tenues, era conocida en China como Chay Foo, «el almacén de carros».
Se encuentra a 124 años luz del sistema solar.
Rho Cygni es una gigante amarilla de tipo espectral G8III con una temperatura efectiva de 5078 K —otras fuentes señalan una temperatura algo superior de 5114 - 5125 K—.
Semejante a la componente más brillante de Capella (α Aurigae) o a Vindemiatrix (ε Virginis), es menos luminosa que éstas, siendo su luminosidad 40 veces mayor que la del Sol.
Tiene un diámetro 9,7 veces más grande que el del Sol, cifra obtenida a partir de la medida directa de su diámetro angular corregida por el oscurecimiento de limbo —1,82 milisegundos de arco—.
Gira sobre sí misma con una velocidad de rotación proyectada de 4,26 km/s.
Rho Cygni posee una metalicidad inferior a la de Sol, con un contenido de hierro en relación con el de hidrógeno entre el 66% y el 79% del valor solar.
Tiene una masa 2,3 veces mayor que la del Sol y su edad estimada se cifra entre 710 y 1060 millones de años.